# Премія «Давид ді Донателло» найкращій іноземній акторці
Премія «Давид ді Донателло» найкращій іноземній акторці (італ. David di Donatello per la migliore attrice straniera) — один з призів національної італійської кінопремії Давид ді Донателло, який присуджували з 1957 по 1996 рік.

## Список лауреатів
| Рік  | Акторка          | Фото            | Фільм / оригінальна назва                                              | Країна          |
| 1957 | Інгрід Бергман   | [[Файл:\|80px]] | «Анастасія» / Anastasia                                                | Швеція          |
| 1958 | не вручалася     | не вручалася    | не вручалася                                                           | не вручалася    |
| 1959 | Дебора Керр      |                 | «За окремими столиками» / Separate Tables                              | Велика Британія |
| 1960 | Одрі Хепберн     | [[Файл:\|90px]] | «Історія монашки» / The Nun's Story                                    | Велика Британія |
| 1961 | Брижіт Бардо     |                 | «Істина» / La vérité                                                   | Франція         |
| 1962 | Одрі Хепберн     | [[Файл:\|90px]] | «Сніданок у Тіффані» / Breakfast at Tiffany                            | Велика Британія |
| 1963 | Джеральдін Пейдж |                 | «Солодкоголосий птах юності» / Sweet Bird of Youth                     | США             |
| 1964 | Ширлі Маклейн    |                 | «Ніжні Ірма» / Irma la Douce                                           | США             |
| 1965 | Одрі Хепберн     | [[Файл:\|90px]] | «Моя прекрасна леді» / My Fair Lady                                    | Велика Британія |
| 1966 | Джулі Ендрюс     |                 | «Звуки музики» / The Sound of Music                                    | Велика Британія |
| 1967 | Джулі Крісті     |                 | «Доктор Живаго» / Doctor Zhivago                                       | Велика Британія |
| 1967 | Елізабет Тейлор  |                 | «Приборкання непокірної» / The Taming of the Shrew                     | США             |
| 1968 | Фей Данауей      |                 | «Бонні і Клайд» / Bonnie and Clyde                                     | США             |
| 1968 | Кетрін Хепберн   |                 | «Вгадай, хто прийде на обід» / Guess Who's Coming to Dinner            | США             |
| 1969 | Барбра Стрейзанд |                 | «Смешне дівчисько» / Funny Girl                                        | США             |
| 1969 | Міа Ферроу       |                 | «Дитина Розмарі» / Rosemary's Baby                                     | США             |
| 1970 | Лайза Міннеллі   |                 | «Безплідна зозуля» / The Sterile Cuckoo                                | США             |
| 1971 | Елі МакГроу      |                 | «Історія кохання» / Love Story                                         | США             |
| 1972 | Елізабет Тейлор  |                 | «Зі і компанія» / Zee and Co.                                          | США             |
| 1973 | Лайза Мінеллі    |                 | «Кабаре» / Cabaret                                                     | США             |
| 1974 | Барбра Стрейзанд |                 | «Якими ми були» / The Way We Were                                      | США             |
| 1974 | Татум О'Ніл      |                 | «Паперовий місяць» / Paper Moon                                        | США             |
| 1975 | Лів Ульман       |                 | «Сцени з подружнього життя» / Scener ur ett äktenskap                  | Норвегія        |
| 1976 | Ізабель Аджані   |                 | «Історія Аделі Г.» / L'histoire d'Adèle H.                             | Франція         |
| 1976 | Гленда Джексон   |                 | «Хедда» / Hedda                                                        | Велика Британія |
| 1977 | Анні Жирардо     |                 | «Біжи за мною, щоб я тебе упіймала» / Cours après moi que je t'attrape | Франція         |
| 1977 | Фей Данауей      |                 | «Телемережа» / Network                                                 | США             |
| 1978 | Джейн Фонда      |                 | «Джулія» / Julia                                                       | США             |
| 1978 | Симона Синьйоре  |                 | «Все життя попереду» / La vie devant soi                               | Франція         |
| 1979 | Інгрід Бергман   | [[Файл:\|80px]] | «Осіння соната» / Höstsonaten                                          | Швеція          |
| 1979 | Лів Ульман       |                 | «Осіння соната» / Höstsonaten                                          | Швеція          |
| 1980 | Ізабель Юппер    |                 | «Мереживниця» / La dentellière                                         | Франція         |
| 1981 | Катрін Денев     |                 | «Останнє метро» / Le dernier métro                                     | Франція         |
| 1982 | Даян Кітон       |                 | «Червоні» / Reds                                                       | США             |
| 1983 | Джулі Ендрюс     |                 | «Віктор Вікторія» / Victor Victoria                                    | США             |
| 1984 | Ширлі Маклейн    |                 | «Мова ніжності» / Terms of Endearment                                  | США             |
| 1985 | Меріл Стріп      |                 | «Закохані» / Falling in Love                                           | США             |
| 1986 | Меріл Стріп      |                 | «Із Африки» / Out of Africa                                            | США             |
| 1987 | Норма Алеандро   |                 | «Офіційна версія» / La historia oficial                                | Аргентина       |
| 1988 | Шер              | [[Файл:\|80px]] | «Під владою місяця» / Moonstruck                                       | США             |
| 1989 | Джоді Фостер     |                 | «Звинувачувані» / The Accused                                          | США             |
| 1990 | Джессіка Тенді   |                 | «Шофер міс Дейзі» / Driving Miss Daisy                                 | Велика Британія |
| 1991 | Анн Парійо       |                 | «Нікіта» / Nikita                                                      | Франція         |
| 1992 | Джина Девіс      |                 | «Тельма і Луїза» / Thelma e Louise                                     | США             |
| 1992 | Сьюзен Сарандон  |                 | «Тельма і Луїза» / Thelma e Louise                                     | США             |
| 1993 | Еммануель Беар   |                 | «Крижане серце» / Un cuore in inverno                                  | Франція         |
| 1993 | Тільда Суїнтон   |                 | «Орландо» / Orlando                                                    | Велика Британія |
| 1993 | Емма Томпсон     |                 | «Говардс Енд» / Howards End                                            | Велика Британія |
| 1994 | Емма Томпсон     |                 | «Залишок дня» / The Remains of the Day                                 | Велика Британія |
| 1995 | Джоді Фостер     |                 | «Нелл» / Four Weddings and a Funeral                                   | США             |
| 1996 | Сьюзен Сарандон  |                 | «Мрець йде» / Dead Man Walking                                         | США             |